# ʻAta
ʻAta ist eine kleine, unbewohnte Insel im Süden des Tonga-Archipels, die auch Pylstaart genannt wird.

## Geographie

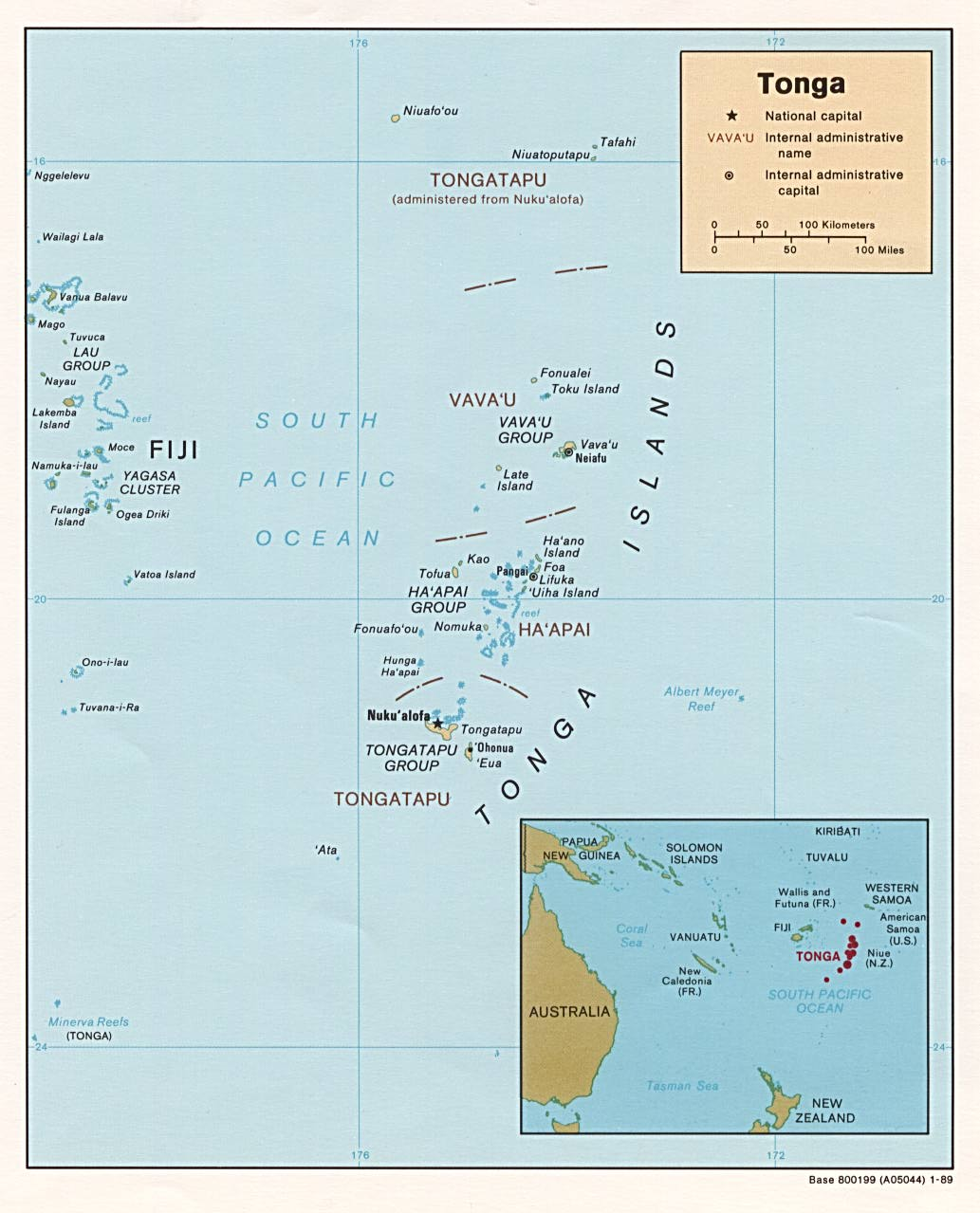
Karte Tongas mit ʻAta

ʻAta liegt 157 Kilometer südwestlich der tonganischen Hauptinsel Tongatapu und 163 Kilometer südwestlich der Insel ʻEua, auf der heute die meisten Nachkommen der früheren Bevölkerung von ʻAta leben. 785 Kilometer südsüdwestlich von ʻAta liegt die bereits zu Neuseeland gehörige Insel Raoul Island (Kermadec Islands). Zwischen ʻAta und Raoul liegen mehrere untermeerische Vulkane, die sich in einer Kette über die Kermadec-Inseln bis Neuseeland fortsetzen. Auch ʻAta selbst ist vulkanischen Ursprungs, aber seit dem Pleistozän vermutlich nicht mehr aktiv.
Mit Ausnahme der 310 Kilometer weiter südwestlich gelegenen atollförmigen Minerva-Riffe, die zwar häufig trockenfallen, jedoch keine eigentlichen Inseln und damit auch kein Festland aufweisen, ist ʻAta die südlichste Insel von Tonga.
Die Insel hat eine Länge von rund 1,7 km von Nord nach Süd, und eine Breite von 1,6 km. Die Flächenausdehnung beträgt 2,3 km², nach anderen Quellen nur 1,5 km². ʻAta ist maximal 355 Meter hoch und größtenteils bewaldet.

## Fauna
Das einzige Säugetier auf der Insel ist die Pazifische Ratte.

## Geschichte
Es gibt Legenden, nach denen die Insel vor Eintreffen der Polynesier von kleinwüchsigen Menschen bewohnt gewesen sein soll.
Ausgrabungen in Kolomaile fanden durch Atholl Anderson statt, er berichtete darüber im Bulletin der Royal Society of New Zealand. Bei einer kurzen Feldbegehung fand der kanadische Archäologe David Burley von der Simon Fraser University in Kolomaile Scherben von Polynesian Plainware, deren Produktion auf Tonga um 400 v. Chr. endete.
Abel Tasman entdeckte ʻAta am 19. Januar 1643. Wegen der vielen tropischen Vögel, die er nahe der Insel sah, nannte er sie Pylstaert Eylant, im heutigen Niederländisch Pijlstaart, also Pfeilschwanz, was eine Bezeichnung für den Hochseedorsch sowie für einen tropischen Vogel ist. Ungünstige Winde hinderten ihn daran, anzulanden. Auch waren keine Einheimischen zu sehen. Die Felsformationen erinnerten Tasman an eine weibliche Brust.
Im Juni 1863 lebten etwa 350 Menschen auf ʻAta in dem Dorf Kolomaile im Nordosten der Insel. Gut einhundert Jahre danach waren Spuren des Dorfes immer noch sichtbar. Auch verwilderte Hühner leben noch auf der Insel sowie einige Nutzpflanzen wie Papaya und Casuarina litorea.
1862 entschied die peruanische Regierung, Fremdarbeiter für die Guano-Inseln zu gewinnen. Eine kleine Flotte von Schiffen setzte über den Pazifischen Ozean. Statt Arbeitskräfte anzuheuern, wurden tongaische Insulaner gekidnappt. Wie auch zwei andere tongaische Inseln wurde ʻAta 1862 und 1864 überfallen. Mehrere Schiffsladungen von Männern wurden von ʻAta verschleppt, insgesamt 144 Personen. Die verbliebenen 200 Bewohner, vor allem Frauen und Kinder, wurden nach Bekanntwerden der Ereignisse von König George Tupou I. mit drei Schonern von ʻAta nach ʻEua in Sicherheit gebracht, wo sie eine Kolonie gründeten, die nach ihrem früheren Heimatdorf benannt ist. Die Nachkommen der evakuierten Bewohner von ʻAta leben noch immer in Kolomaile auf ʻEua. Dieses hatte nach der Volkszählung 2006 einschließlich von Haʻatuʻa 511 Bewohner. Bis in die Mitte des 20. Jahrhunderts planten die Umsiedler, nach Kolomaile zurückzukehren. Die Rückkehr scheiterte, weil die Insel keinen Hafen hat. Da die Insel von Korallenriffen umgeben ist, fehlt auch ein sicherer Ankerplatz.
1965 strandeten sechs tonganische Jugendliche für 15 Monate auf ʻAta. Sie überlebten auf der Insel ohne Quellwasser, bis sie von einem australischen Krebsfischer und Abenteuerer, Kapitän Peter Warner, dem Sohn von Electronic-Industries-Gründer Arthur Warner, gerettet wurden.
ʻAta ist nach wie vor Teil des Königreiches Tonga, aber es ist nicht mehr besiedelt.